# Saimon Sutt
Saimon Sutt (Tartu, 12 aprile 1995) è un cestista estone.

## Palmarès
- Campionato estone: 1

Tartu Ülikooli: 2014-15
- Coppa di Estonia: 2

Tartu Ülikooli: 2013, 2014